# 大普萊克山

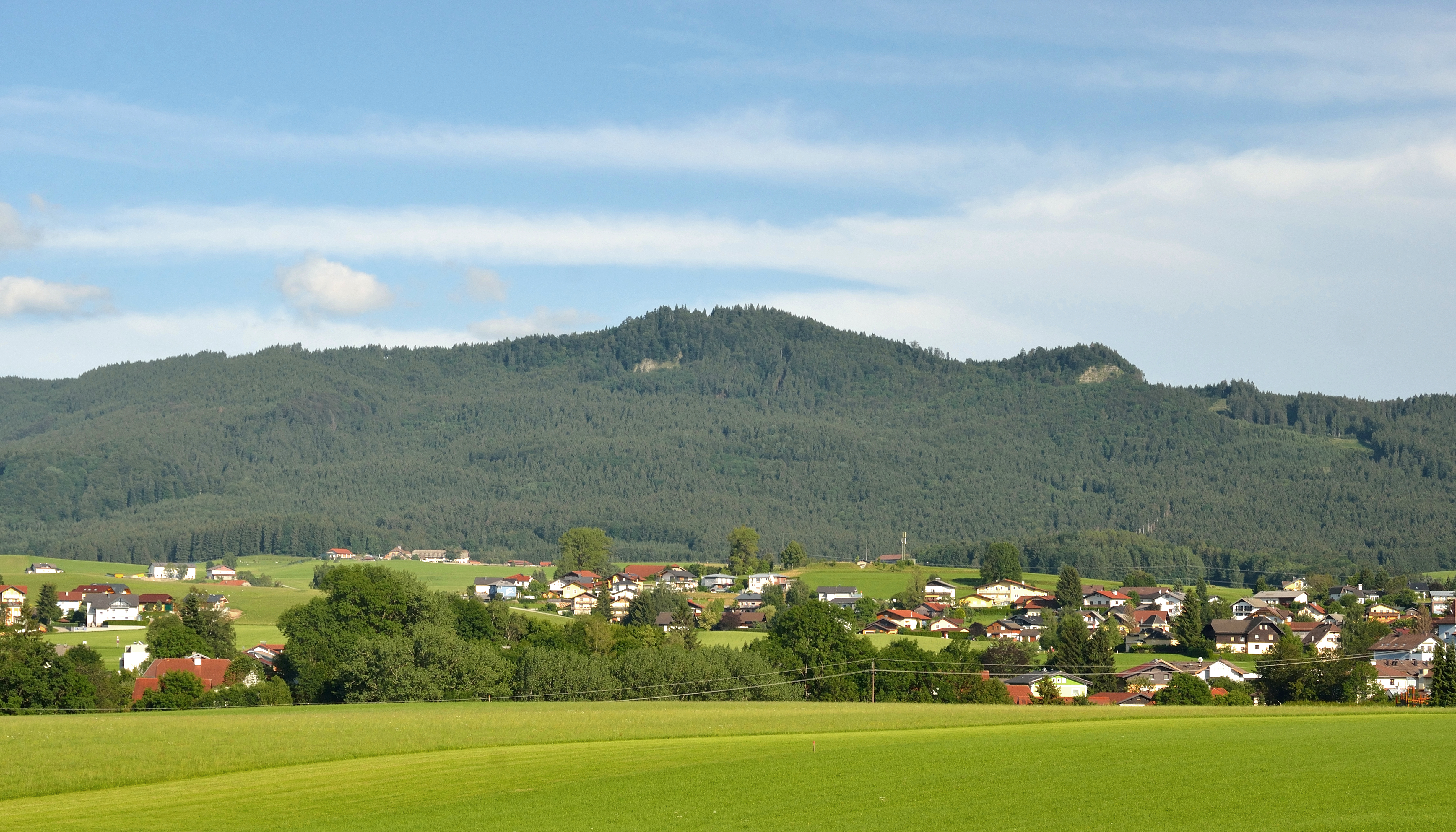

47°53′06″N 13°14′11″E / 47.884894°N 13.236360°E
大普萊克山（德語：Große Plaike），是奧地利的山峰，位於該國中部，由薩爾茨堡州負責管轄，距離科洛曼斯貝格山2.4公里，海拔高度1,034米，每年平均降雨量1,894毫米。